# Val Melaina
Val Melaina är Roms första zon och har beteckningen Z. I. Zonen Val Melaina bildades år 1961.

## Kyrkobyggnader
- San Frumenzio ai Prati Fiscali
- Santa Maria della Speranza

## Övrigt
- Ponte Salario
- Università Pontificia Salesiana
- Torre dello Scaricatore eller Torre Salaria
- Casale dello Scaricatore
- Villa di Val Melaina
- Ipogeo della Torricella
- Marius grav
- Cisterna romana vid Via Gaetano Zirardini
- Riserva naturale Valle dell'Aniene
- Parco della Torricella
- Parco Chiala
- Istituto Poligrafico e Zecca dello Stato

## Kommunikationer
- Järnvägsstation: Nuovo Salario
- Tunnelbanestation: Jonio

## Filmer
Filmerna Cykeltjuven (1948) och Il medico della mutua (1968) är inspelade i Val Melaina.

## Bilder
| - Ponte Salario. - Università Pontificia Salesiana. - Scen ur filmen Cykeltjuven. |